# Oliarus campestris
Oliarus campestris är en insektsart som beskrevs av Ronald Gordon Fennah 1945. Oliarus campestris ingår i släktet Oliarus och familjen kilstritar. Inga underarter finns listade i Catalogue of Life.